# LPX
Standard LPX (Low Profile eXtension) oraz Mini-LPX opracowany został przez Western Digital. Miał luźno zdefiniowane rozmiary i był szeroko stosowany w latach 90.
Pozwalał na zastosowanie jednej karty magistrali (tzw. riser card). Do niej dopiero można było przyłączyć inne karty rozszerzeń. Format LPX (330mm × 229mm) nie został jednak w pełni udostępniony przez twórcę dla innych producentów.
Płyty główne LPX nie zostały jednak przyjęte jako następca standardu AT. Problematyczna była nie tylko wymiana powietrza, utrudniająca chłodzenie procesora i innych podzespołów, ale i pewne ograniczenia w wykorzystaniu niektórych możliwości i rozwiązań na przykład karty graficzne i wykorzystanie złącza AGP lub innych slotów.